# ルビア (小惑星)
ルビア (8398 Rubbia) は小惑星帯の小惑星。イタリアのファッラ・ディゾンツォで発見された。
1984年のノーベル物理学賞受賞者であるイタリアの物理学者、カルロ・ルビアに因んで命名された。